# Garami Árpád
Garami Árpád, született Goldmann (Budapest, 1893. július 29. – Budapest, 1968. március 5.) magyar író, költő, újságíró.

## Élete
Goldmann Ferenc mészárossegéd és Pollák Netti fia. Magyar-, német-szakos gimnáziumi tanári végzettséget szerzett, majd a fővárosnál és a zsidó gimnáziumban működött. Több verse jelent meg a Nyugat című irodalmi folyóiratban, s évekig a Borsszem Jankó munkatársa volt. 1928-ban a „Kokott, vagy úrinő" című regényét erotikus témája miatt az ügyészség elkobozta és az írót közszemérem elleni vétséggel vádolta.

## Művei
- Gyötrődő szerelmes tavasz (verseskönyv, 1917)
- Szerelem őrültjei (regény, Budapest, 1927)
- Kokott, vagy úrinő (regény, Budapest, 1928)